# 耶烈米亞·蘭比坦
耶烈米亞·蘭比坦，全名耶烈米亚·埃里克·约舍·雅各布·蘭比坦（1999年10月15日—），印尼男子羽毛球運動員。他与里诺夫·里瓦尔迪曾贏得2017年世青賽男双季军。

## 簡歷
2017年7月，耶烈米亞·蘭比坦代表印尼参加本国举办的亚洲青年羽毛球錦標賽，助印尼队赢得混合團體亚军。同年10月，他在本国举办的世界青年羽毛球錦標賽，与青年期的里诺夫·里瓦尔迪赢得男子雙打季军。

## 主要比賽成績
只列出曾進入準決賽的國際賽事成績：
| 年份   | 賽事                     | 公開賽級別 | 項目     | 搭檔                           | 成績   |
| ------ | ------------------------ | ---------- | -------- | ------------------------------ | ------ |
| 2017年 | 亚洲青年羽毛球錦標賽     | 其他       | 混合團體 | －                             | 亞軍   |
| 2017年 | 世界青年羽毛球錦標賽     | 其他       | 男子雙打 | 里诺夫·里瓦尔迪                | 季軍   |
| 2018年 | 印尼羽毛球國際挑戰賽     | 國際挑戰賽 | 混合雙打 | 皮塔·哈宁泰亚斯·门塔里         | 準決賽 |
| 2019年 | 伊朗羽毛球國際挑戰賽     | 國際挑戰賽 | 男子雙打 | 普拉穆迪亚·库苏马瓦达纳·里扬托 | 亞軍   |
| 2019年 | 馬來西亞羽毛球國際挑戰賽 | 國際挑戰賽 | 男子雙打 | 普拉穆迪亚·库苏马瓦达纳·里扬托 | 準決賽 |
| 2021年 | 西班牙羽毛球大師賽       | 超級300賽  | 男子雙打 | 普拉穆迪亚·库苏马瓦达纳·里扬托 | 冠軍   |
| 2021年 | 比利時羽毛球國際賽       | 國際挑戰賽 | 男子雙打 | 普拉穆迪亚·库苏马瓦达纳·里扬托 | 冠軍   |
| 2021年 | 海洛羽毛球公開賽         | 超級500賽  | 男子雙打 | 普拉穆迪亚·库苏马瓦达纳·里扬托 | 準決賽 |
| 2022年 | 亞洲羽毛球團體錦標賽     | 其他       | 男子團體 | －                             | 亞軍   |
| 2022年 | 瑞士羽毛球公開賽         | 超級300賽  | 男子雙打 | 普拉穆迪亚·库苏马瓦达纳·里扬托 | 準決賽 |
| 2022年 | 亞洲羽毛球錦標賽         | 其他       | 男子雙打 | 普拉穆迪亚·库苏马瓦达纳·里扬托 | 冠軍   |
| 2022年 | 東南亞運動會羽毛球比賽   | 其他       | 男子團體 | －                             | 銅牌   |
| 2022年 | 東南亞運動會羽毛球比賽   | 其他       | 男子雙打 | 普拉穆迪亚·库苏马瓦达纳·里扬托 | 銀牌   |
| 2023年 | 東南亞運動會羽毛球比賽   | 其他       | 男子團體 | －                             | 金牌   |
| 2023年 | 東南亞運動會羽毛球比賽   | 其他       | 男子雙打 | 普拉穆迪亚·库苏马瓦达纳·里扬托 | 金牌   |
| 2023年 | 印尼羽毛球公開賽         | 超級1000賽 | 男子雙打 | 普拉穆迪亞·庫蘇馬瓦達納·里揚托 | 準決賽 |
| 2024年 | 斯里蘭卡羽毛球國際挑戰賽 | 國際挑戰賽 | 男子雙打 | 拉赫馬特·希達亞特              | 冠軍   |
| 2024年 | 斯洛文尼亞羽毛球公開賽   | 國際系列賽 | 男子雙打 | 拉赫馬特·希達亞特              | 亞軍   |
| 2024年 | 印尼北干巴魯羽毛球大師賽 | 超級100賽  | 男子雙打 | 拉赫馬特·希達亞特              | 亞軍   |
| 2024年 | 印尼泗水羽球國際挑戰賽   | 國際挑戰賽 | 男子雙打 | 拉赫馬特·希達亞特              | 冠軍   |
| 2024年 | 印尼泗水羽毛球大師賽     | 超級100賽  | 男子雙打 | 拉赫馬特·希達亞特              | 冠軍   |
| 2025年 | 亞洲羽毛球混合團体錦標賽 | 其他       | 混合團体 | －                             | 冠軍   |

| 2007-2017年 | 首要超級賽 | 超級賽 | 黃金大獎賽 | 大獎賽 | 國際挑戰賽 | 國際系列賽 | 未來系列賽 | 其他 |

| 2018-2026年 | 總決賽 | 超級1000賽 | 超級750賽 | 超級500賽 | 超級300賽 | 超級100賽 | 國際挑戰賽 | 國際系列賽 | 未來系列賽 | 其他 |